# Garassyz, Bitarap, Türkmenistanyn Döwlet Gimni
Garassyz, Bitarap, Türkmenistanyn Döwlet Gimni (em português: Hino do Estado do Turquemenistão, Independente e Neutro) é o hino nacional do Turquemenistão. Com a morte do autor da canção, o ditador Saparmurat Niyazov em 21 de Dezembro de 2006, o hino pode mudar, pois ele está associado especificamente com o seu regime.